# Mario Mutsch
Mario Mutsch (Sankt Vith, 3 september 1984) is een Luxemburgs voetballer. Hij speelt op diverse posities in het veld. Hij is met 102 interlands recordinternational van Luxemburg.

## Clubcarrière
Hij voetbalde tot medio 2011 bij FC Metz in Frankrijk, waar hij in 2009 een tweejarig contract tekende. Eerder speelde hij voor FC Aarau in Zwitserland en in het reserveteam van Alemannia Aachen in Duitsland. Sinds 2012 staat hij onder contract bij FC St. Gallen.

## Interlandcarrière
Mutsch is een van de weinige professionele spelers uit Luxemburg en kwam meer dan tachtig keer uit in het het nationale elftal. Zijn eerste interlanddoelpunt maakte hij op 19 november 2008 tegen België (eindstand 1–1). Dat was zijn 31ste interland; zijn debuut had hij gemaakt op 8 oktober 2005 in een WK-kwalificatiewedstrijd in en tegen Rusland (5–1 verlies).